# Huperzia chishuiensis
Huperzia chishuiensis là một loài thực vật có mạch trong Họ Thạch tùng. Loài này được X.Y. Wang & P.S. Wang mô tả khoa học đầu tiên năm 1996.